# Matthew Walls
Matthew Walls (Oldham, 20 de abril de 1998) es un deportista británico que compite en ciclismo en las modalidades de pista y ruta.
Participó en los Juegos Olímpicos de Tokio 2020, obteniendo dos medallas, oro en la prueba de ómnium y plata en la carrera de madison (junto con Ethan Hayter).
Ganó una medalla de bronce en el Campeonato Mundial de Ciclismo en Pista de 2020 y tres medallas de oro en el Campeonato Europeo de Ciclismo en Pista, en los años 2018 y 2020.
En 2022 fue nombrado miembro de la Orden del Imperio Británico (MBE).

## Medallero internacional
| Juegos Olímpicos   | Juegos Olímpicos      | Juegos Olímpicos  | Juegos Olímpicos |
| Año                | Lugar                 | Medalla           | Competición      |
| ------------------ | --------------------- | ----------------- | ---------------- |
| 2020               | Tokio (Japón)         | Medalla de oro    | Ómnium           |
| 2020               | Tokio (Japón)         | Medalla de plata  | Madison          |
| Campeonato Mundial |                       |                   |                  |
| Año                | Lugar                 | Medalla           | Competición      |
| 2020               | Berlín (Alemania)     | Medalla de bronce | Ómnium           |
| Campeonato Europeo |                       |                   |                  |
| Año                | Lugar                 | Medalla           | Competición      |
| 2018               | Glasgow (Reino Unido) | Medalla de oro    | Eliminación      |
| 2020               | Plovdiv (Bulgaria)    | Medalla de oro    | Eliminación      |
| 2020               | Plovdiv (Bulgaria)    | Medalla de oro    | Ómnium           |

## Palmarés
2018
- 2 etapas de la Flèche du Sud
- 1 etapa de la París-Arrás Tour

2019
- 1 etapa de la París-Arrás Tour
- 1 etapa del Giro Ciclistico d'Italia

2021
- 1 etapa del Tour de Noruega
- Giro del Piemonte